# Eubacterium tenue
Eubacterium tenue ((Bergey et al. 1923) Holdeman and Moore, 1970) è una specie di batterio appartenente alla famiglia delle Eubacteriaceae.